# Jim Sasser
James Ralph Sasser est un homme politique américain né le 30 septembre 1936 à Memphis (Tennessee) et mort le 10 septembre 2024.
Membre du Parti démocrate, il représente son État natal au Sénat des États-Unis de 1977 à 1995 puis devient ambassadeur des États-Unis en Chine sous Bill Clinton.

## Biographie
Né à Memphis, Jim Sasser grandit à Nashville, la capitale du Tennessee. Il entre à l'université du Tennessee en 1954 et est diplômé de l'université Vanderbilt quatre ans plus tard. En 1961, il obtient son doctorat en droit à Vanderbilt et devient avocat. Parallèlement à ses études, il est réserviste dans le Corps des Marines des États-Unis de 1957 à 1963.
Après trois années passées à la tête du Parti démocrate du Tennessee, Sasser se présente au Sénat des États-Unis en 1976. Notamment porté par la victoire de Jimmy Carter à l'élection présidentielle, il bat le sénateur républicain sortant William Brock. Il est réélu en 1982 et 1988. Malgré ses réticences, il devient président la commission du budget du Sénat de 1989 à 1995. Sous sa présidence, d'importantes réductions du déficit budgétaire sont votées en 1990 et 1993.
Lors des élections sénatoriales de 1994, Sasser affronte le républicain Bill Frist. En cas de victoire, il est pressenti pour prendre la tête du groupe démocrate au Sénat,. Les derniers sondages donnent cependant le républicain légèrement en tête. Dans un contexte de révolution républicaine, le sénateur démocrate est largement battu par Frist, ne réunissant que 43 % des suffrages.
En septembre 1995, il est nommé ambassadeur des États-Unis en Chine par Bill Clinton. Il est confirmé par le Sénat le 14 décembre. En mai 1999, l'OTAN bombarde par erreur l'ambassade chinoise à Belgrade et l'ambassade américaine en Chine est assiégée par des manifestants. Il quitte son poste d'ambassadeur le 1er juillet 1999 et est remplacé par l'amiral Joseph Prueher (en).